# Gmina Åsele
Gmina Åsele (szw. Åsele kommun) – gmina w Szwecji, w regionie Västerbotten, z siedzibą w Åsele.
Pod względem zaludnienia Åsele jest 286. gminą w Szwecji. Zamieszkuje ją 3375 osób, z czego 49,42% to kobiety (1668) i 50,58% to mężczyźni (1707). W gminie zameldowanych jest 69 cudzoziemców. Na każdy kilometr kwadratowy przypada 0,79 mieszkańca. Pod względem wielkości gmina zajmuje 21. miejsce.